# Forest-en-Cambrésis
Forest-en-Cambrésis ist eine französische Gemeinde mit 558 Einwohnern (Stand 1. Januar 2022) im Département Nord in der Region Hauts-de-France. Sie gehört zum Kanton Avesnes-sur-Helpe im Avesnes-sur-Helpe. Die Bewohner nennen sich Forésiens.

## Geografie
Die Gemeinde Forest-en-Cambrésis liegt im Regionalen Naturpark Avesnois, 23 Kilometer östlich von Cambrai. Sie grenzt im Norden an Vendegies-au-Bois, im Nordosten an Croix-Caluyau, im Osten an Fontaine-au-Bois (Berührungspunkt) und Ors, im Südosten an Pommereuil, im Süden an Le Cateau-Cambrésis, im Südwesten an Montay, im Westen an Neuvilly und im Nordwesten an Solesmes. Das Siedlungsgebiet befindet sich auf ca. 132 Metern über dem  Meer. Die ehemalige Route nationale 32 führt über Forest-en-Cambrésis.

## Bevölkerungsentwicklung
| Jahr                       | 1962 | 1968 | 1975 | 1982 | 1990 | 1999 | 2008 | 2013 | 2020 |
| Einwohner                  | 640  | 600  | 578  | 511  | 520  | 506  | 549  | 534  | 575  |
| Quellen: Cassini und INSEE |      |      |      |      |      |      |      |      |      |

## Sehenswürdigkeiten

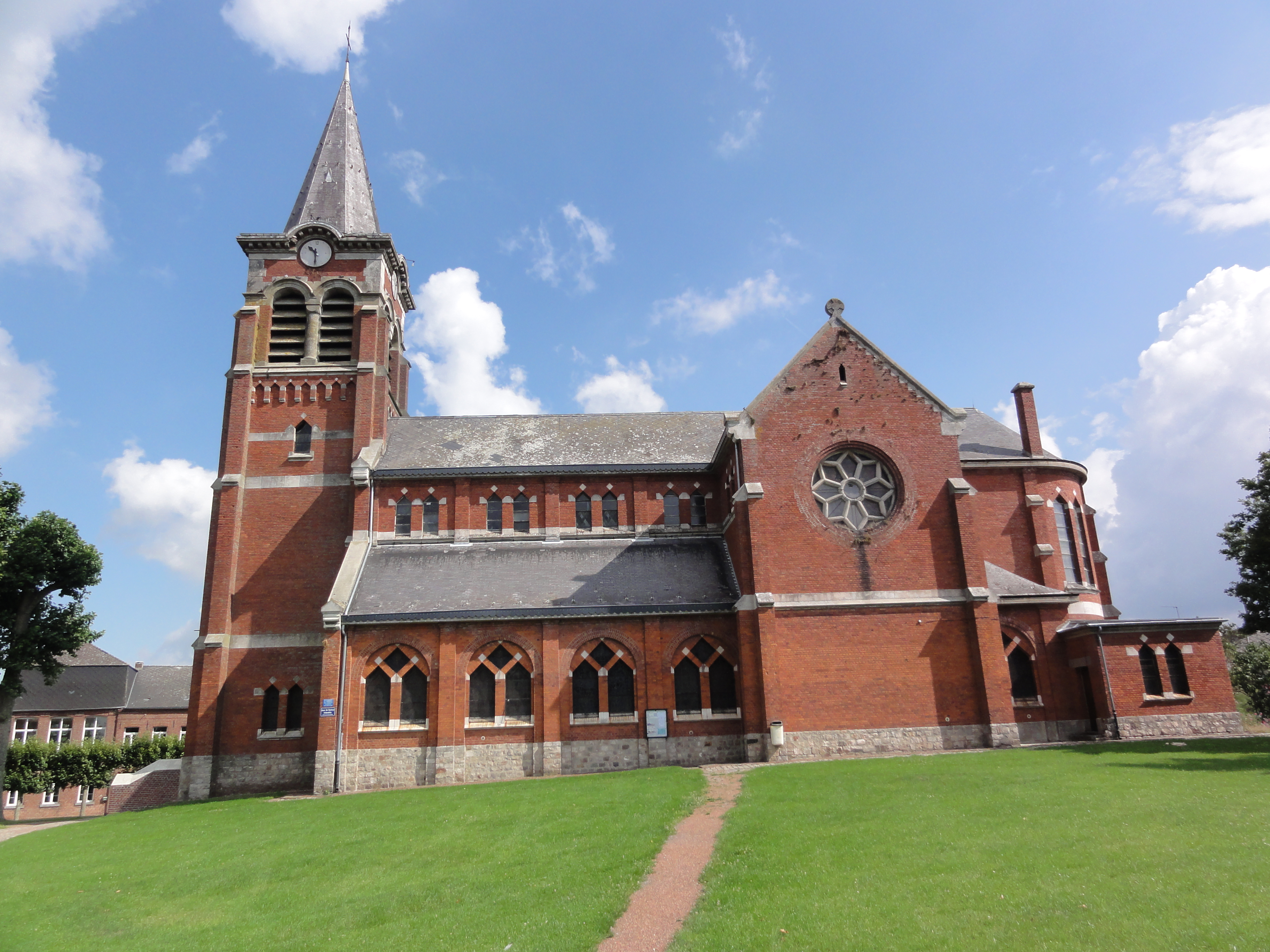
Kirche Saint-Denis
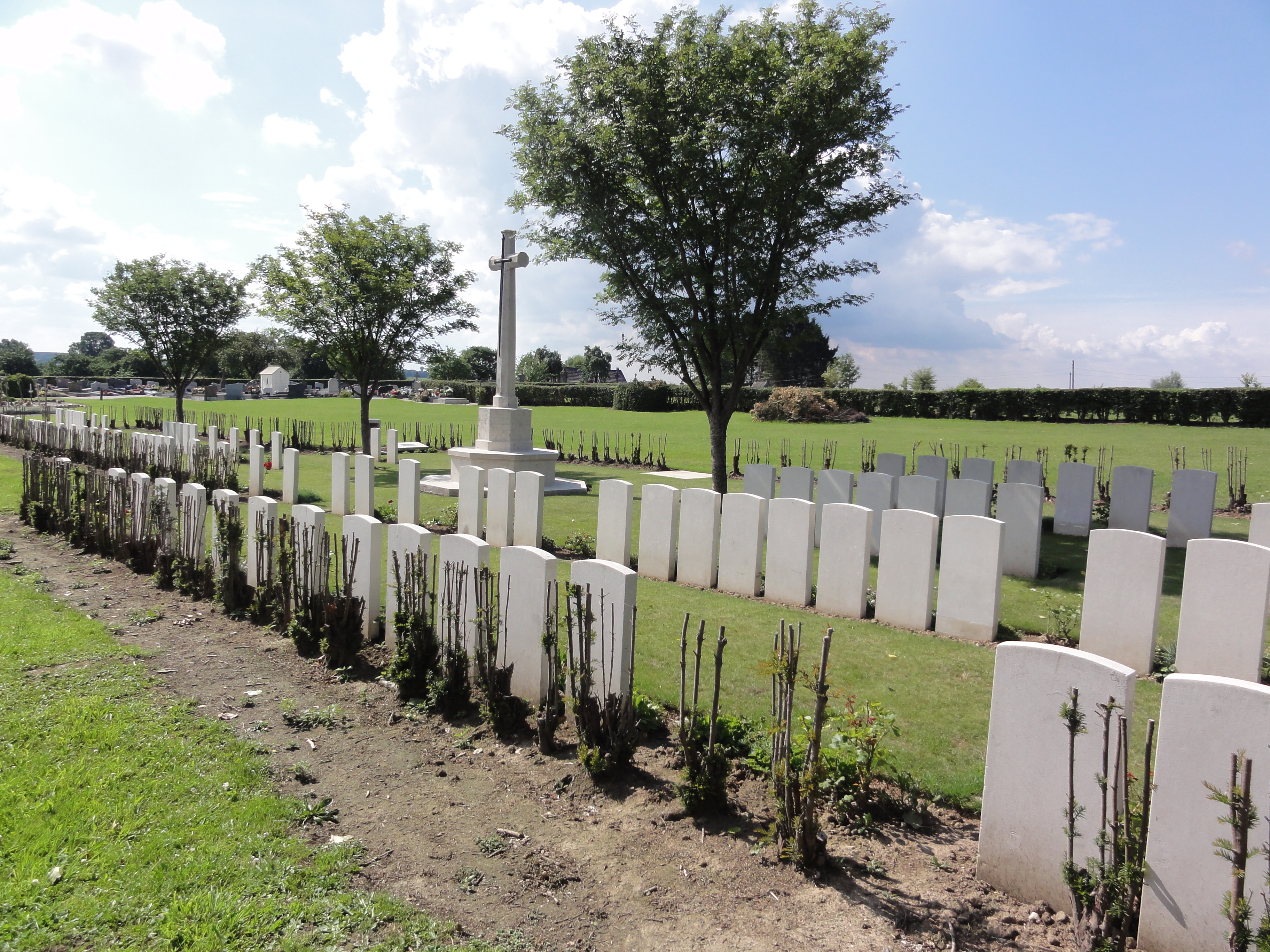
Soldatenfriedhof
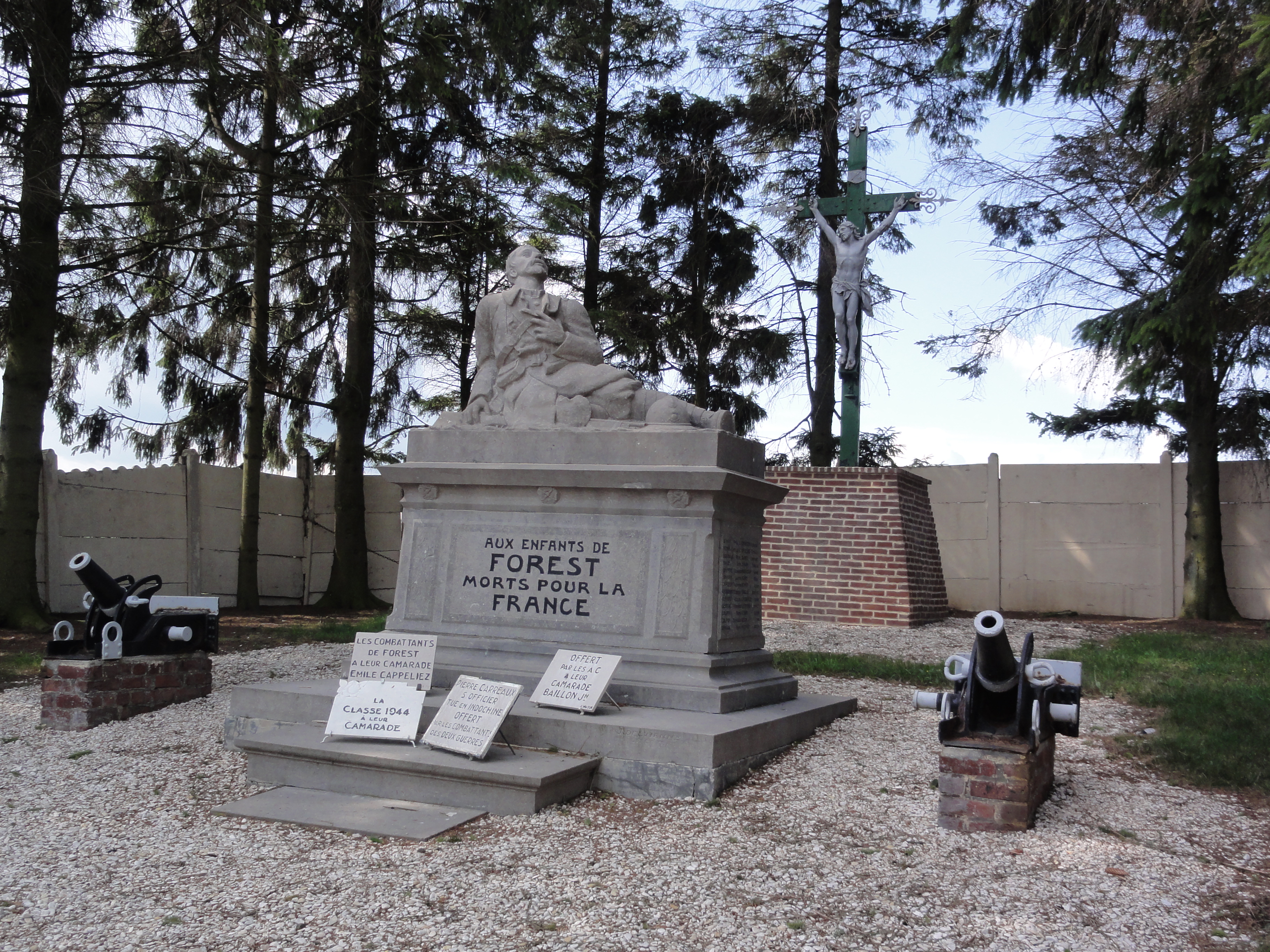
Gefallenendenkmal
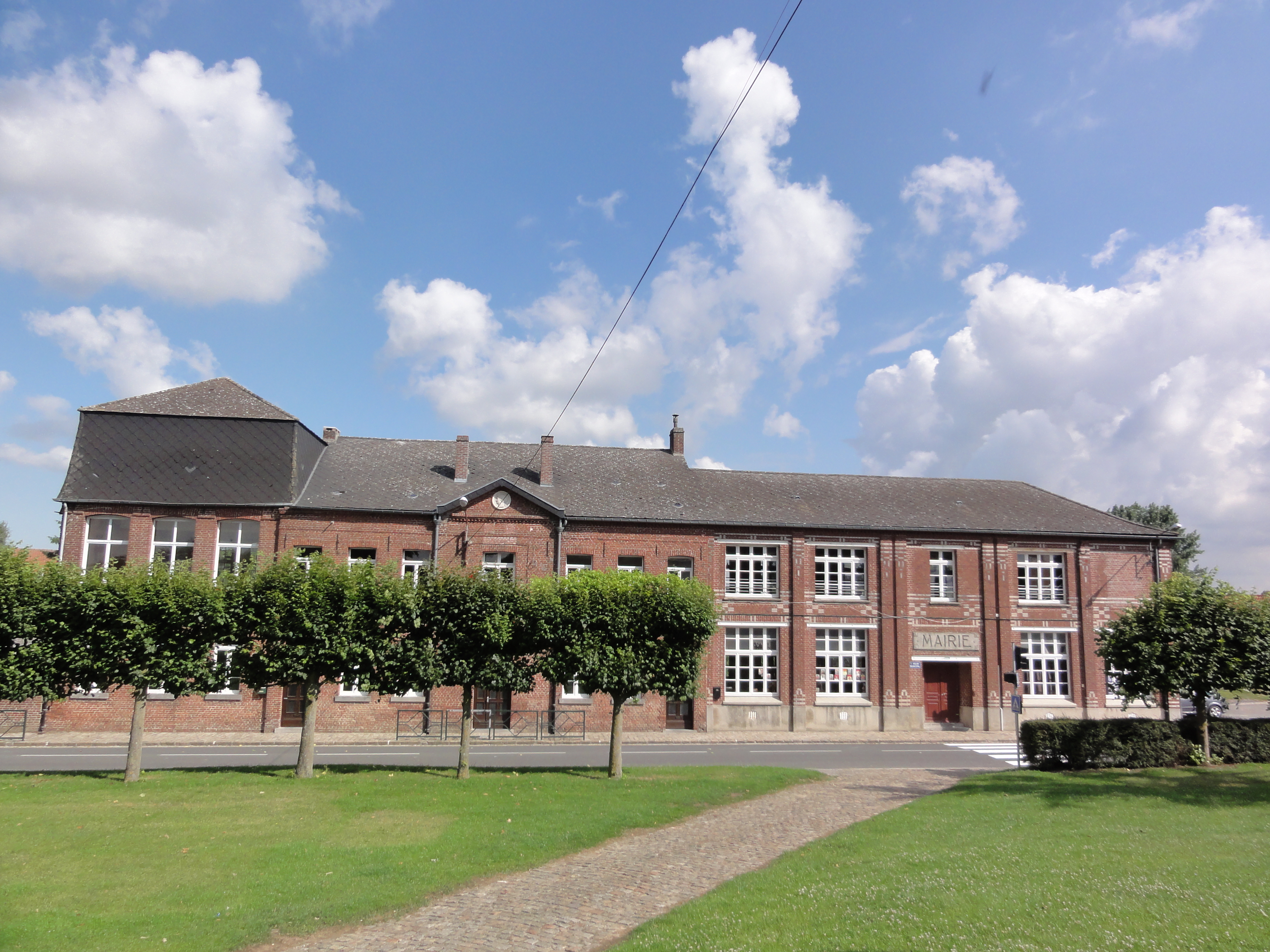
Mairie- und Schulhaus